# Pedaliodes pactyes
Pedaliodes pactyes är en fjärilsart som beskrevs av William Chapman Hewitson 1874. Pedaliodes pactyes ingår i släktet Pedaliodes och familjen praktfjärilar. Inga underarter finns listade i Catalogue of Life.

## Bildgalleri

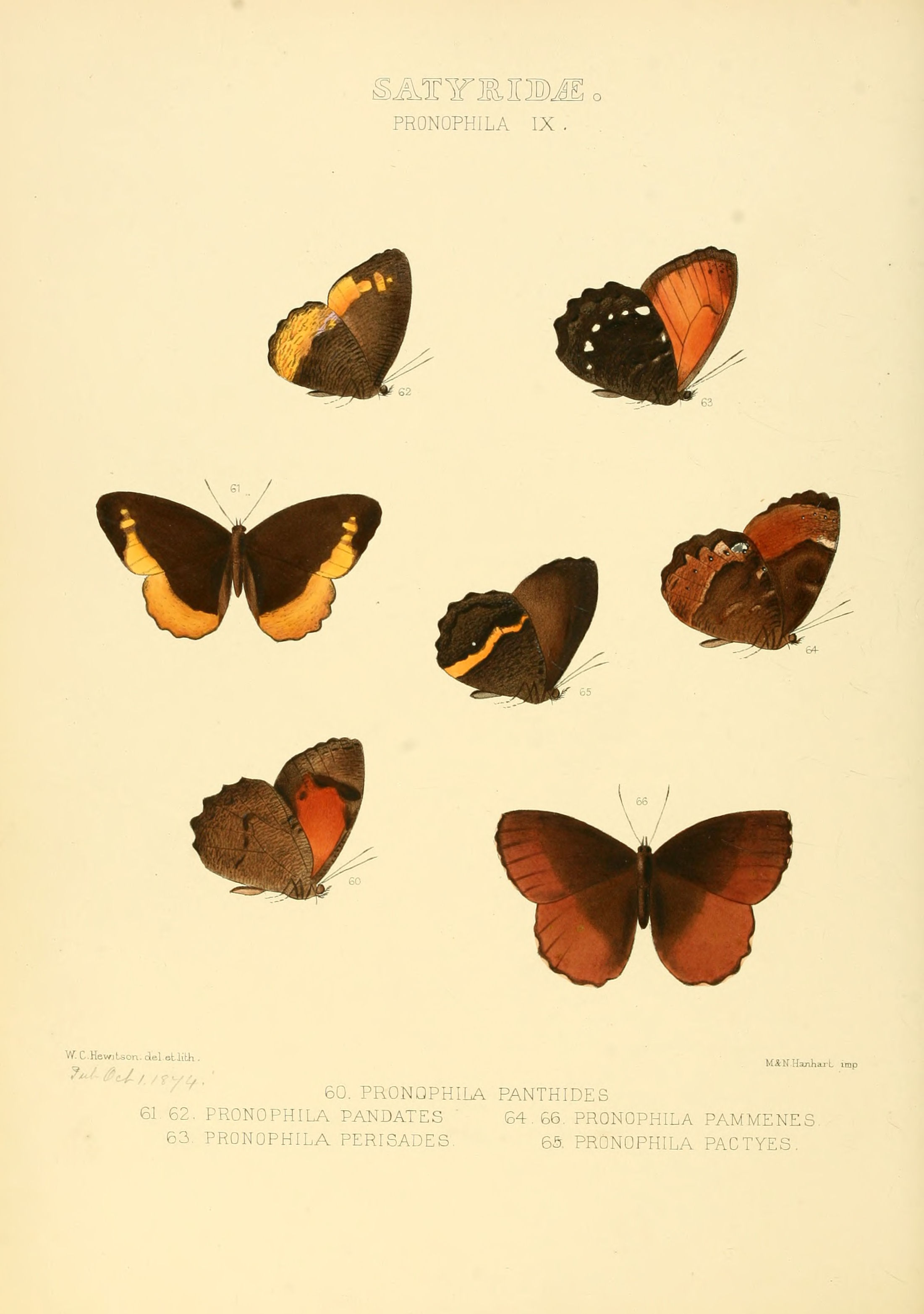